# ماگوندن (کالیفرنیا)
ماگوندن (به انگلیسی: Magunden) یک منطقهٔ مسکونی در ایالات متحده آمریکا است که در شهرستان کرن، کالیفرنیا واقع شده‌است. ماگوندن ۱۳۴ متر بالاتر از سطح دریا واقع شده‌است.